# Jurij Hurin
Jurij Josypovytj Hurin (ukrainska: Юрій Йосипович Гурін, ryska: Юрий Иосифович Гурин: Jurij Iosifovitj Gurin), född den 7 maj 1966 i Berezno i Rovno oblast i Ukrainska SSR i Sovjetunionen (nu Berezne i Rivne oblast i Ukraina), är en ukrainsk före detta kanotist som tävlade för Sovjetunionen.
Han tog bland annat VM-guld i C-2 200 meter i samband med sprintvärldsmästerskapen i kanotsport 2011 i Szeged.